# Gorno Crnilište
Gorno Crnilište (makedonska: Горно Црнилиште) är en ort i Nordmakedonien. Den ligger i kommunen Sveti Nikole, i den centrala delen av landet, 50 kilometer öster om huvudstaden Skopje. Gorno Crnilište ligger 303 meter över havet och antalet invånare är 357.